# Pieśni trzy
Pieśni trzy – zbiór trzech pieśni Jana Kochanowskiego, wydany w 1580 w Warszawie.
W zbiorze znalazły się pieśni:
1. O wzięciu Połocka
2. O statecznym słudze R.P.
3. O uczciwej małżonce

Pieśni te weszły później do zbioru Pieśni księgi dwoje (wyd. 1586), odpowiednio jako XIII, XII i X pieśń ksiąg wtórych. Do wydania Pieśni trzech Kochanowski dołączył prozatorski list dedykacyjny skierowany do Jana Zamoyskiego.

Oryginalne wydanie Pieśni z 1580
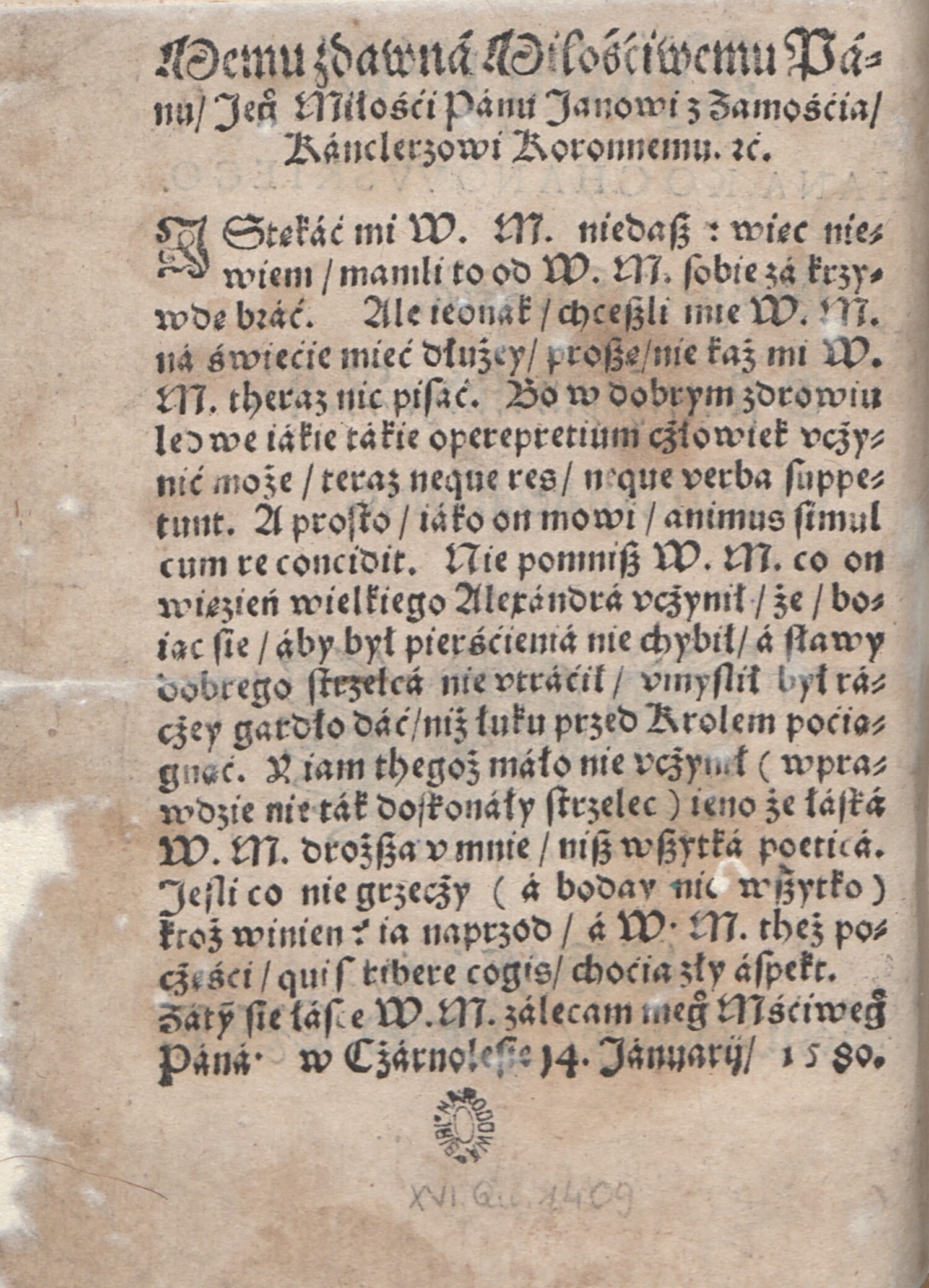
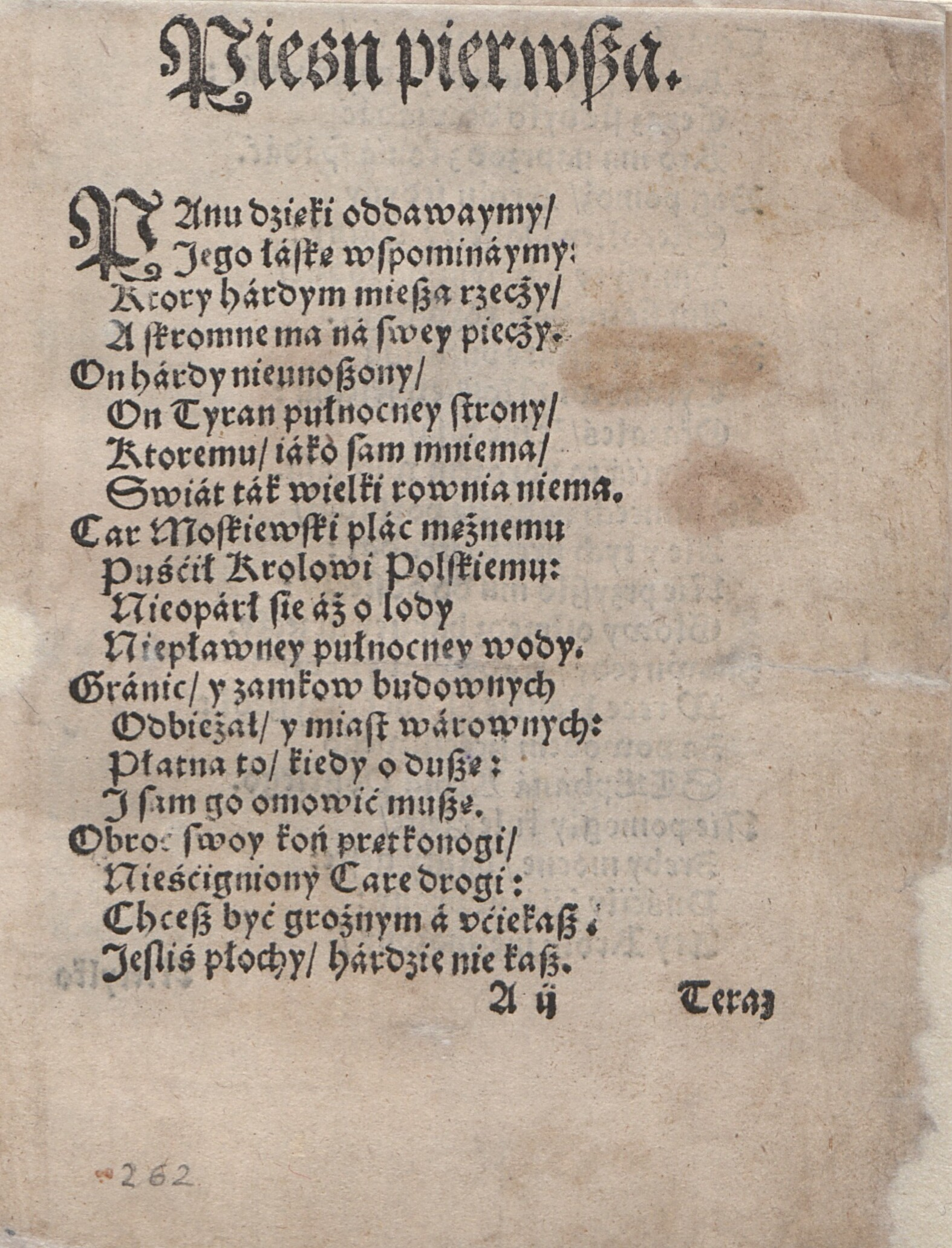
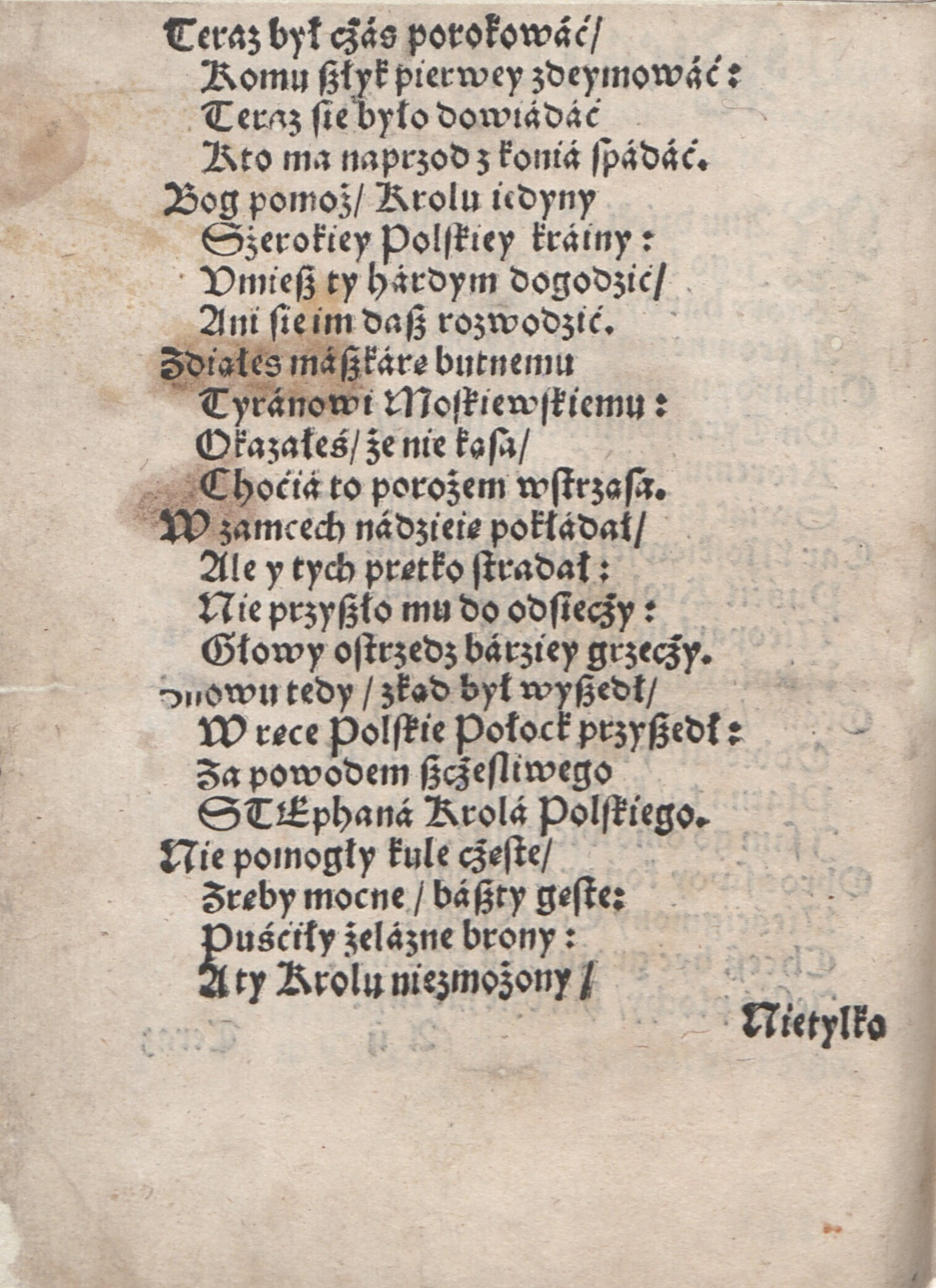
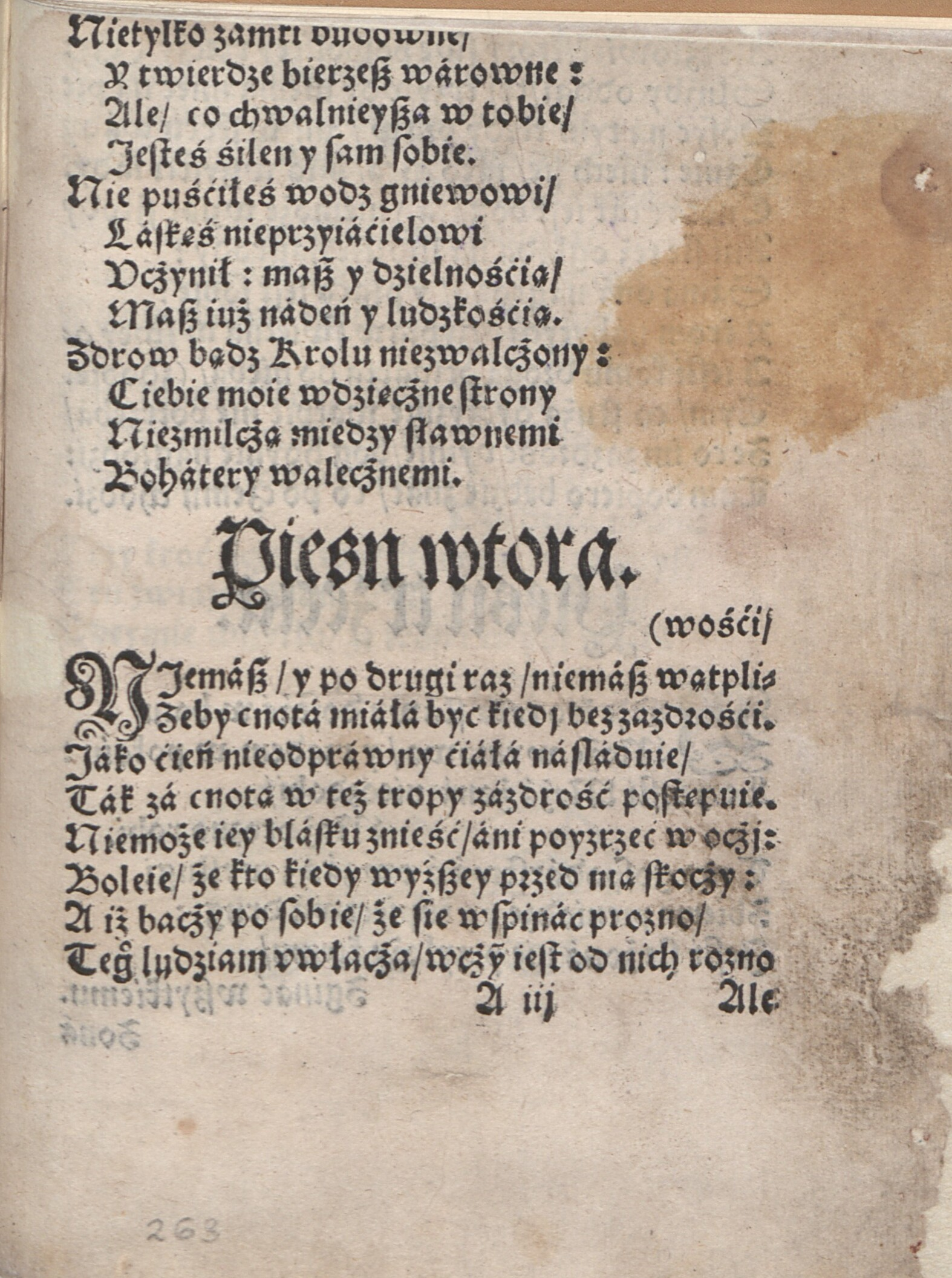
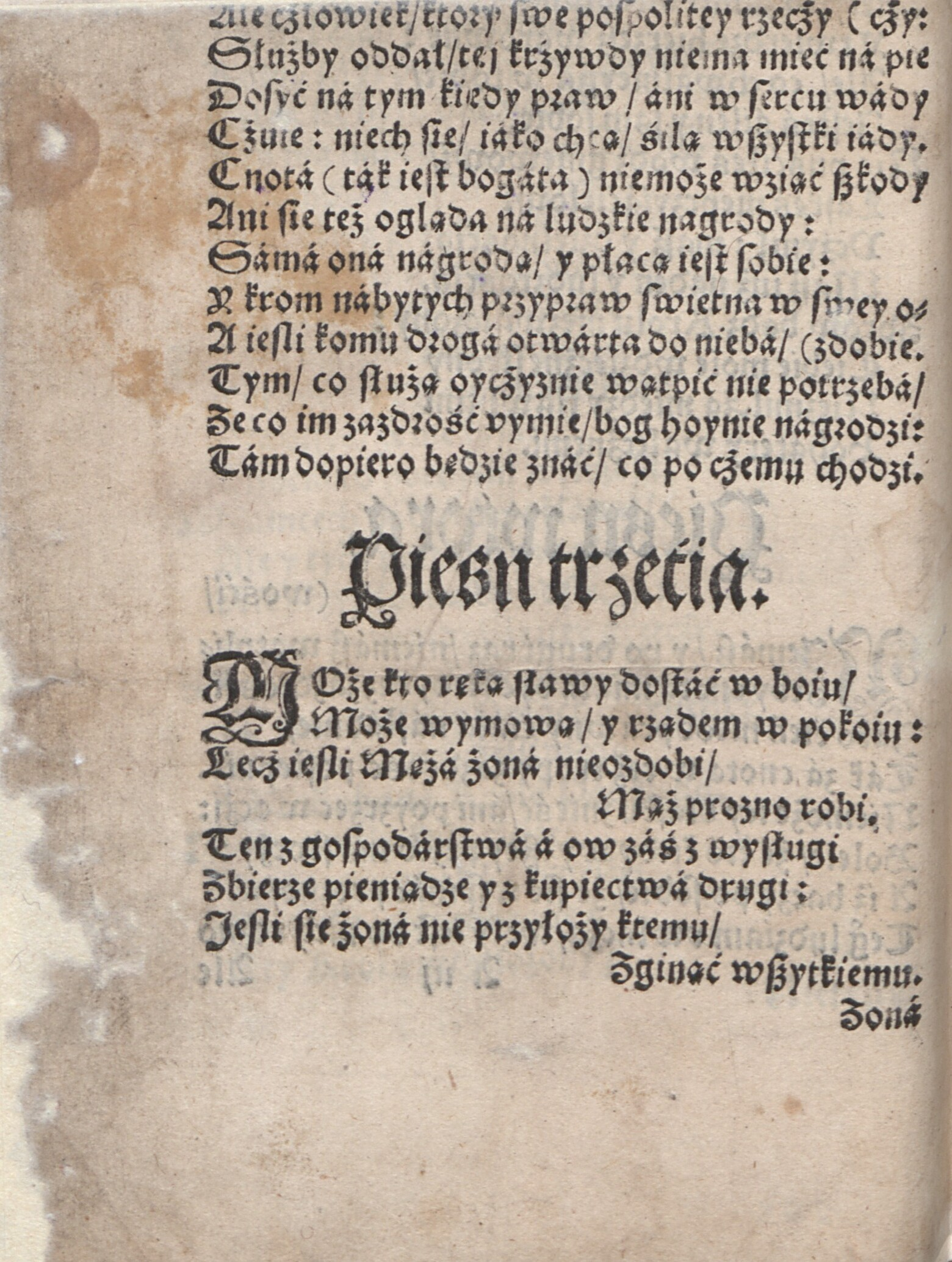
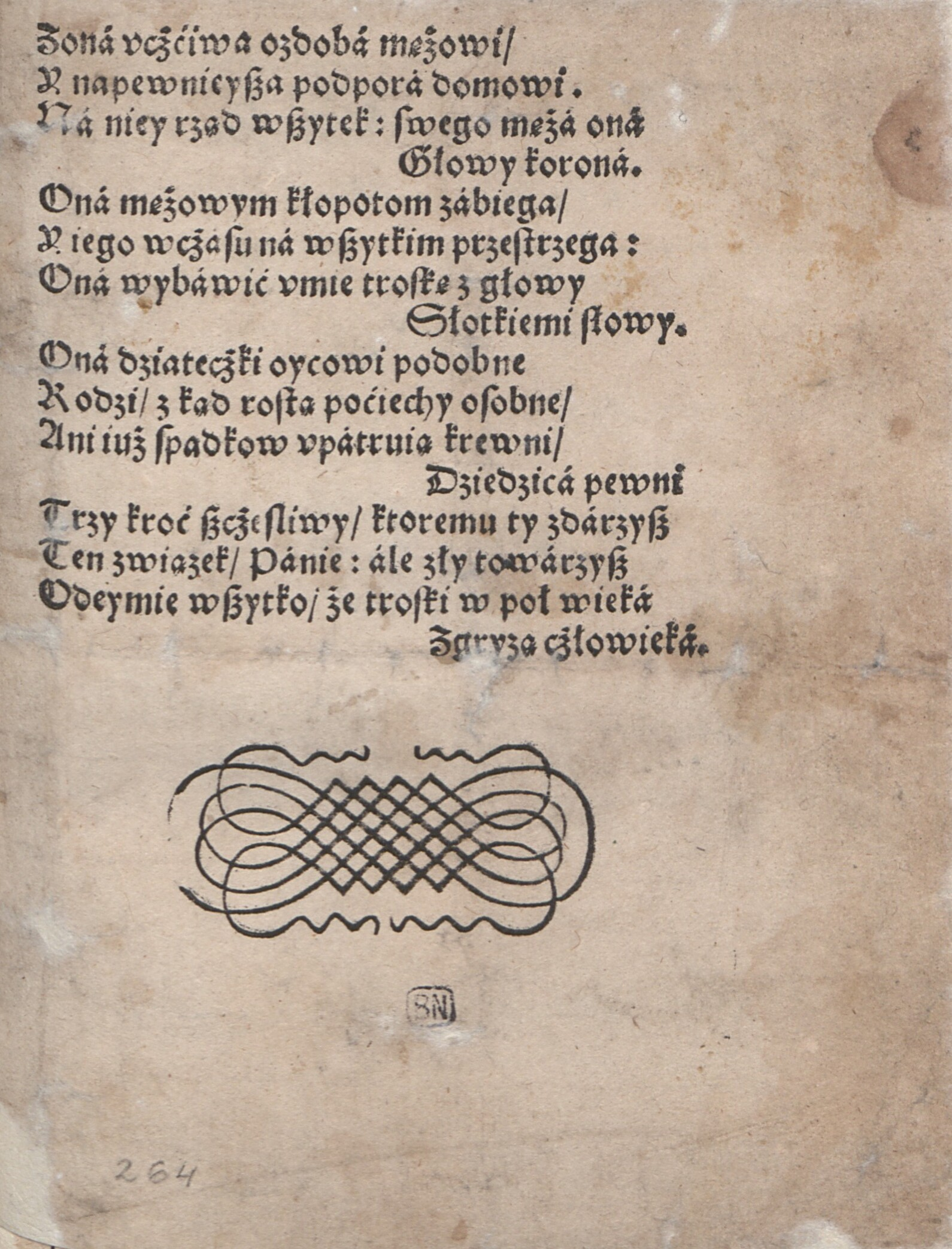